# タピオラ

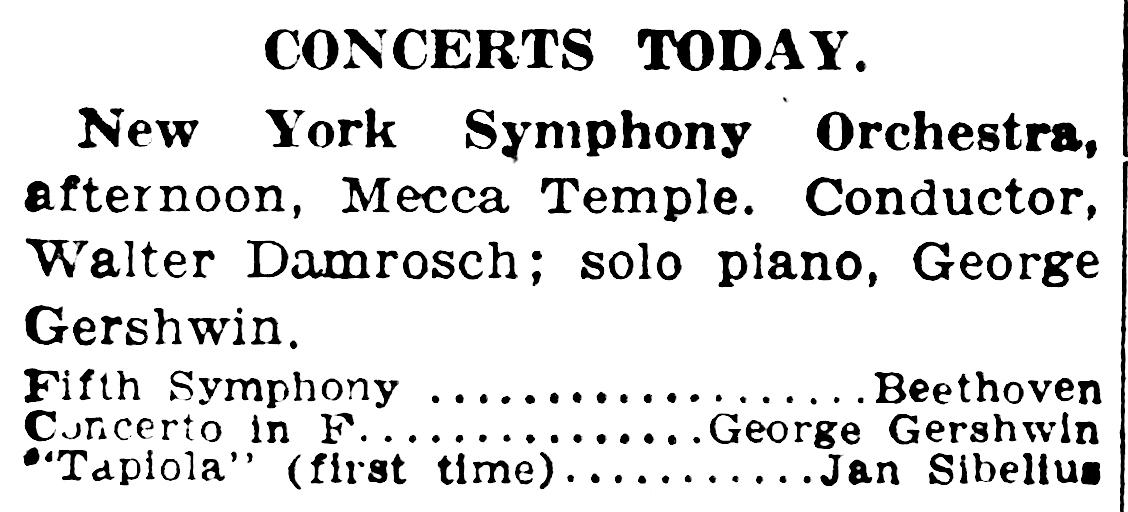
1926年12月26日、シベリウスの『タピオラ』の初演を宣伝するニューヨーク・タイムズの広告

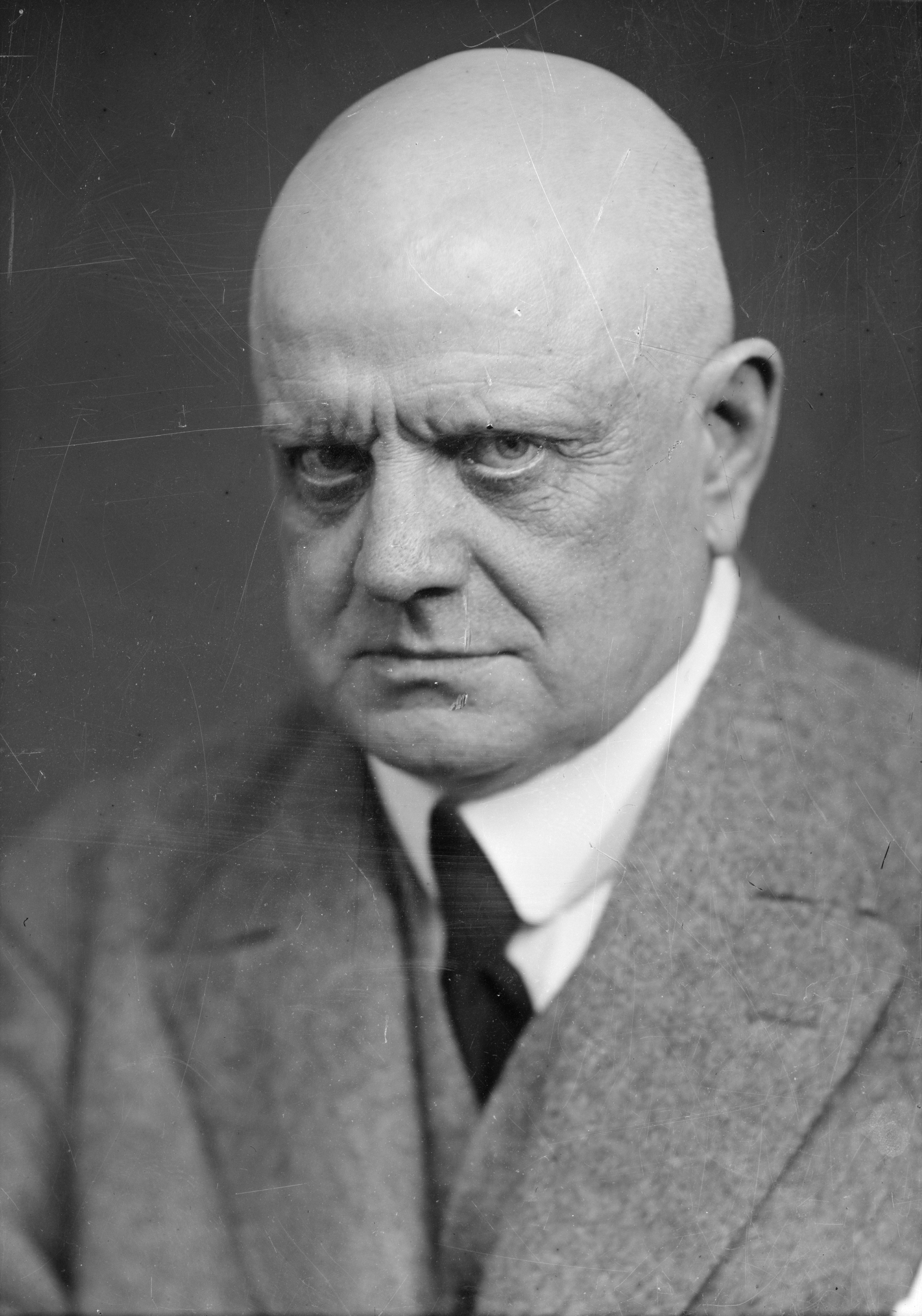
1927年のシベリウス

『タピオラ』（Tapiola）作品112は、ジャン・シベリウスが1925年に完成した交響詩である。作曲は、交響曲第6番・交響曲第7番とほぼ同時期に進められた。初演は 1926年12月26日、ニューヨーク交響楽協会コンサートで、ウォルター・ダムロッシュの指揮による。
緻密な構成と完成度から、シベリウスの交響詩の最高傑作とされる。

## 概要
タピオラとは、フィンランドを代表する叙事詩『カレワラ』に登場する森の神タピオの領土を意味する。ただし、この神は『カレワラ』中に直接登場するわけではなく、呪いや呼びかけの対象としてのみの存在である。したがって『タピオラ』は、『4つの伝説曲』や『ポホヨラの娘』のように『カレワラ』中の物語を表現した作品ではなく、より抽象的なフィンランドの森の雰囲気を表現した作品とみるべきである。
出版譜には、ドイツ語・英語・フランス語で以下の4行の散文が掲げられている（以下は英語版）。
Wide-spread they stand, the Northland's dusky forests,
Ancient, mysterious, brooding savage dreams;
Within them dwells the Forest's mighty God,
And wood-sprites in the gloom weave magic secrets.

## 楽器構成
フルート3（1はピッコロ持ち替え）、オーボエ2、イングリッシュホルン、クラリネット2、バスクラリネット、ファゴット2、コントラファゴット、ホルン4、トランペット3、トロンボーン3、ティンパニ、弦楽五部

## 曲の構成
ラルガメンテ〜アレグロ・モデラート〜アレグロ〜アレグロ・モデラート〜アレグロ
曲の冒頭に提示される「森の主題」は、装飾音を除いて4度の音程内を行き来する単純なモティーフ。それが、音程を変えて何十回も繰りかえされる。次いで、フルートで奏でられる「タピオの主題」も、やや長いものではあるが、音程の変化は少なく、「森の主題」との関連も深い。曲は、この2つの主題とその派生形により進行する。管弦楽、ことにヴァイオリンバートの書法は精緻を極め、特異な音響効果が展開される。途中、「タピオの主題」から派生した「タピオの副主題」が、金管と打楽器によって強奏されるのが、クライマックスであり、神の一撃のような効果をもたらす。最後は、弦楽器の荘厳な和音により静かに曲を閉じる。
演奏時間は、18分から20分程度。